# Anthurium sodiroanum
Anthurium sodiroanum är en kallaväxtart som beskrevs av Adolf Engler. Anthurium sodiroanum ingår i släktet Anthurium och familjen kallaväxter. Inga underarter finns listade.